# Yuki Aizu
Yuki Aizu (会津 雄生 Aizu Yuki?), född 1 augusti 1996 i Tokyo prefektur, är en japansk fotbollsspelare.
Aizu började sin karriär 2019 i FC Gifu.